# Carmelita Torres
Carmelita Torres era una "mexicana pelirroja" conocida por iniciar los Motines de los Baños en 1917 en la frontera entre México y Estados Unidos entre Ciudad Juárez, México y El Paso, Texas. En el momento de los disturbios, tenía 17 años y trabajaba como empleada doméstica en Estados Unidos.

## Los Motines de los Baños de 1917

### Contexto
Una nueva política de los Estados Unidos requería que todos los trabajadores se bañaran en una mezcla de queroseno para matar los piojos que podían ser portadores del tifus ya que había habido un brote de la enfermedad en algunas de las principales ciudades mexicanas, incluida Ciudad Juárez. Todos los trabajadores eran desnudados e inspeccionados y su ropa se secaba al vapor. La tensión era muy grande porque varios presos mexicanos en El Paso habían sido quemados vivos unos días atrás mientras estaban cubiertos de queroseno. Además se descubrió que el personal de salud estadounidense que realizaba las inspecciones había estado fotografiando en secreto a las mujeres desnudas y después había hecho públicas las fotos en bares locales.

### Motín
El 28 de enero a las 7:30 am, Torres se resistió al proceso y se negó a pasar por él. Convenció a otras treinta mujeres mexicanas para que salieran y protestaran con ella. Cuando otras mujeres vieron su resistencia, también se unieron a la protesta. En una hora, había más de doscientas mujeres bloqueando la entrada a El Paso. Se les unieron finalmente varios miles de manifestantes. Una vez que los agentes intentaron dispersar a la multitud, los manifestantes les arrojaron piedras, colocándose frente a trenes y vehículos. Cuando la policía apuntó con sus armas a la multitud, respondieron gritando más fuerte. La policía no pudo separarlos y ella fue arrestada. Tras su arresto, ella desapareció. No se ha sabido qué ocurrió con ella.
A pesar de estas protestas, las inspecciones continuaron durante décadas.

## Legado
- Un hogar para migrantes al otro lado del puente de la calle Stanton en El Paso lleva su nombre.[6]

- Sergio Troncoso escribió un cuento, "Carmelita Torres", en A Peculiar Kind of Immigrant's Son ( Cinco Puntos Press ), su colección de cuentos vinculados sobre inmigración, que describe lo que podría haberle sucedido y por qué debería seguir siendo importante para los académicos. y lectores mucho después de su muerte.[7]